# Blackpool Football Club 2012-2013
Questa voce raccoglie le informazioni riguardanti il Blackpool Football Club nelle competizioni ufficiali della stagione 2012-2013.

## Rosa
| N. |                        | Ruolo | Calciatore           |
| -- | ---------------------- | ----- | -------------------- |
| 1  | Scozia (bandiera)      | P     | Matthew Gilks        |
| 3  | Scozia (bandiera)      | D     | Stephen Crainey      |
| 4  | Scozia (bandiera)      | C     | Scott Robertson      |
| 5  | Galles (bandiera)      | D     | Neal Eardley         |
| 6  | Inghilterra (bandiera) | D     | Ian Evatt            |
| 7  | Scozia (bandiera)      | A     | Matt Phillips        |
| 8  | Portogallo (bandiera)  | C     | Tiago Gomes          |
| 9  | Inghilterra (bandiera) | A     | Kevin Phillips       |
| 10 | Francia (bandiera)     | C     | Elliot Grandin       |
| 11 | Inghilterra (bandiera) | C     | Tom Ince             |
| 12 | Inghilterra (bandiera) | C     | Gary Taylor-Fletcher |
| 14 | Francia (bandiera)     | C     | Ludovic Sylvestre    |

| N. |                             | Ruolo | Calciatore        |
| -- | --------------------------- | ----- | ----------------- |
| 15 | Inghilterra (bandiera)      | D     | Alex Baptiste     |
| 17 | Inghilterra (bandiera)      | D     | Chris Basham      |
| 18 | Inghilterra (bandiera)      | C     | Isaiah Osbourne   |
| 19 | Spagna (bandiera)           | C     | Alberto Noguera   |
| 20 | Irlanda del Nord (bandiera) | D     | Craig Cathcart    |
| 21 | Inghilterra (bandiera)      | P     | Mark Halstead     |
| 22 | Inghilterra (bandiera)      | D     | Ashley Eastham    |
| 31 | Spagna (bandiera)           | C     | Ángel Martínez    |
| 33 | Scozia (bandiera)           | D     | Bob Harris        |
| 38 | Francia (bandiera)          | A     | Nouha Dicko       |
| 40 | Inghilterra (bandiera)      | A     | Nathan Delfouneso |
| 42 | Scozia (bandiera)           | D     | Kirk Broadfoot    |